# واتنبرگ (کلرادو)
واتنبرگ (به انگلیسی: Wattenburg) یک منطقهٔ مسکونی در ایالات متحده آمریکا است که در شهرستان ولد، کلرادو واقع شده‌است. واتنبرگ ۱٬۵۰۵ متر بالاتر از سطح دریا واقع شده‌است.